# کتابخانه ریاست جمهوری آذربایجان
کتابخانهٔ دفتر اموری اداری نهاد ریاست جمهوری آذربایجان (به ترکی آذربایجانی: Prezident Kitabxanası) در سال ۲۰۰۳ بر پایه دو کتابخانه غنی این کشور تأسیس شد. یکی از آن‌ها کتابخانه محفل آموزش سیاسی کتابخانهٔ کمیتهٔ مرکزی حزب کمونیست آذربایجان به‌نام «کیروف» و دیگری کتابخانه مرکزی شهر (نام قبلی:کتابخانه مرکزی به نام لنین) بود.

## دربارهٔ کتابخانه
کتابخانه مرکزی حزب که در سال ۱۹۲۰ تحت کتابخانه حزب باکو به تأسیس رسیده بود، در سال ۱۹۳۴ تابع محفل آموزش سیاسی کمیتهٔ مرکزی حزب کمونیست آذربایجان به نام «کیروف» گردید. کتابخانه محفل آموزش سیاس که از آن زمان به بعد کتابخانه اصلی شبکه کتابخانه‌های حزبی کشور بود، تا فروپاشی شوروی به فعالیت ادامه داد.
کتابخانه مرکزی شهر (نام قبلی:کتابخانه مرکزی به نام لنین) نیز یکی از کتابخانه‌هایی با تاریخ غنی باکو بوده و تاریخ تأسیس آن به سال ۱۸۷۰ برمی‌گردد. در دوران حکومت شوروی، این کتابخانه به حکم «شورای آموزش خلق باکو» تبدیل به کتابخانه مرکزی شد.
بنابر دستور رئیس‌جمهور آذربایجان مورخ ۹ دسامبر سال ۲۰۱۵ امتیاز بخش دفتر اموری اداری نهاد ریاست جمهوری آذربایجان به این کتابخانه اعطا گردید. از آن زمان تمام کارکنان کتابخانه کارمندان دولتی محسوب می‌شوند. ۲۷ ژوئن سال ۲۰۰۶، الهام علی‌اف، رئیس‌جمهور آذربایجان طی بازدید از کتابخانه با فعالیت آن از نزدیک و کاربرد فناوری اطلاعات مدرن در امور کتابخانه آشنا شده و دستورهایی در رابطه با تحکیم پایگاه فنی و مهندسی آن داد.
به موجب این دستورها، کتابخانه به فناوری‌های روز مجهز شد. بنابر دستور رئیس‌جمهوری آذربایجان به تاریخ ۲۲ ژوئیه سال ۲۰۰۹، این کتابخانه امتیاز شعبه دفتر اموری اداری نهاد ریاست جمهوری آذربایجان را کسب کرد.

## محور فعلیت
محور فعالیت کتابخانهٔ نهاد ریاست جمهوری آذربایجان بر ارائه خدمات سطح بالای کتابخانه- کتابشناختی به کارمندان دولتی شاغل در ادارات عالی و کارمندان سایر نهادهای اجرایی و نیز دیگر متقاضیان سازگار با اصول کاری کتابخانه، با بهره‌برداری از اسناد و مدارک موجود در مخزن کتاب کتابخانه و منابع اطلاعاتی کتابشناختی گردآوری شده در اینجا استوار می‌باشد.

## سازه
بر اساس وظایف و فعالیت‌ها، سازه سازمانی و اداری محتلفی در کتابخانه رئیس‌جمهور آذربایجان تشکیل شده‌است. این سازه‌ها شامل ۵ شعبهٔ عملکردی که، فقط اموری در رابطه با فرآوری‌ها و فرآیندهای کتابخانه را انجام می‌دهد، می‌شود. این شعب نیز دربردارندهٔ ۷ زیربخش می‌باشند.
یک قسمت نیز در زمینهٔ بهره‌مندی از امکانات مهندسی و فنی کتابخانه، تدارکات و سایر مسائل فنی فعالیت دارد.

## شعب
- شعبهٔ کتابشناسی ادبیاتی راجع به رئیس‌جمهور، دولت داری کشورشناسی
- بخش ضندوق کتابخانه
- بخش اطلاعات و کتابشناسی و خدمات مربوط به کتابخانه
- بخش تدوین، کتاب نگاری و کاتالوگ الکترونیکی
- بخش خودکارسازی امور مربوط به کتابخانه و مراجع الکترونیکی

## زیر بخش‌ها
- زیر بخش انتشار وسائل اطلاع‌رسانی الکترونیکی
- زیر بخش صندوق ادبیات نادر
- زیر بخش صندوق ادبیات هنری
- زیر بخش صتدوق رسانه‌های ادواری
- زیر بخش ترجمه نشریات الکترونیکی
- زیر بخش خدمت اطلاع‌رسانی و کتاب شناختی
- زیر بخش اشتراک